# Luipaardbrug
De Luipaardbrug is een voetgangers- en fietsbrug over het kanaal Kortrijk-Bossuit, gelegen op de gemeentegrens Kortrijk-Harelbeke. De Luipaardbrug ligt dicht bij het Kanaalbos en de voormalige Kortrijkse pannenfabriek.
Door de aanleg van het kanaal (1857-1860) werd de Luipaardstraat onderbroken. Over het kanaal werd de Luipaardbrug aangelegd, eerste aanduiding op de kaart van het Militair Cartografisch Instituut rond 1885. Het nabije Station Kortrijk-Luipaardbrug was naar de Luipaardbrug genoemd.
Tijdens de Tweede Wereldoorlog in mei 1940 werden alle bruggen rond Kortrijk opgeblazen door het Belgische 25ste linieregiment om de opmars van de Duitsers te stoppen. De Luipaardbrug was voor 1940 nog een ophaalbrug geweest maar werd na de Tweede Wereldoorlog vervangen door een vaste brug.
Tijdens de jaren 1970 is de brug verwijderd en werd in 2003-2004 herbouwd voor voetgangers en fietsers.